# GN-z11
GN-z11 es una galaxia con un alto corrimiento al rojo encontrada en la constelación de la Osa Mayor, y era al momento de su descubrimiento la galaxia más antigua y la más distante conocida en el universo, solo superada por las galaxias GLASS-z13 y CEERS-93316.
Debe su nombre a su ubicación en el campo de galaxias del sondeo astronómico GOODS-North y a su alto número de corrimiento al rojo (GN + z11). Se observa como era hace 13,4 mil millones de años, solo 400 millones de años después del Big Bang.
GN-z11 tiene un corrimiento al rojo espectroscópico de z = 11,1 que corresponde a la distancia comóvil de alrededor de 32 mil millones de años luz de la Tierra.
La galaxia fue identificada por un equipo que estudiaba datos del Cosmic Assembly Near-infrared Deep Extragalactic Legacy Survey (CANDELS) del telescopio espacial Hubble y del Great Observatories Origins Deep Survey-North (GOODS-North) del telescopio espacial Spitzer.

## Espectroscopia con el telescopio espacial James Webb
Esta galaxia fue observada en febrero de 2023 por el telescopio espacial James Webb con el  espectroscopio NIRSpec. Su corrimiento al rojo espectroscópico se estableció con mucha precisión como z = 10.6034 y no z = 11.1 o z = 10.957 como se midió anteriormente.

Se detectaron numerosas líneas de emisión: C III] λλ 1907,1909, [O II] λλ 3726,3729, O III] λλ 1660,1666, O III] λ 4363, [Ne III] λ 3869, Mg II λλ 2795,2802, He I λ 3889+H8 y He II λ 1640.